# بخش کلینتون (ناکس کانتی، اوهایو)
بخش کلینتون (به انگلیسی: Clinton Township) یک منطقهٔ مسکونی در ایالات متحده آمریکا است که در شهرستان ناکس، اوهایو واقع شده‌است.
 بخش کلینتون ۴۰٫۸ کیلومتر مربع مساحت و ۲٬۸۲۶ نفر جمعیت دارد و ۳۱۳ متر بالاتر از سطح دریا واقع شده‌است.